# 赤松則尚
赤松 則尚（あかまつ のりなお（のりひさ））は、室町時代中期の武将。父は赤松祐尚（祐之）。嘉吉の乱の首謀者である赤松満祐は伯父に当たる。

## 生涯
嘉吉の乱では伯父の満祐に従って播磨国で幕府軍と戦ったが、9月に満祐が自害すると、則尚は播磨から逃亡した。その後、各地に潜伏して御家再興を目指し、文安元年（1444年）には赤松満政や赤松祐則らと共に赤松氏の故地である播磨奪還を目指して挙兵したが、播磨を与えられていた山名持豊（山名宗全）によって破られた。以後は潜伏していたが、阿波国守護細川持常に庇護され、叔父の赤松則繁を討ち取ったことで持常と政所執事伊勢貞国から播磨返還を約束されたが、宗全が拒絶したことと細川勝元の仲介で播磨は獲得出来なかったが、赦免され幕府へ出仕するようになった。
享徳3年（1454年）、宗全と対立する8代将軍足利義政が山名討伐を命じた。勝元の取り成しで命令は中止、義政は宗全を幕政から遠ざけて但馬への蟄居を命じた。これを則尚は好機ととらえて、一族や遺臣を集めて播磨で再び挙兵する。だが、享徳4年（1455年）春までに山名軍によって居城の檀徳山城を落とされて反乱は鎮圧され、則尚は備前国に敗走した。しかし山名軍の追跡は厳しく、備前の鹿久居島において一族と共に自害し、則尚の首級は法雲寺に晒された。享年31。

## 関連作品
テレビドラマ
- 花の乱（1994年、演：小林大介）